# 團藤重光
團藤 重光（だんどう しげみつ、1913年〈大正2年〉11月8日 - 2012年〈平成24年〉6月25日）は、日本の法学者。専門は、刑法・刑事訴訟法。裁判官。学位は、法学博士（東京大学・論文博士 1962年）。東京大学名誉教授。日本学士院会員、文化功労者。文化勲章受章。位階は正三位。勲等は勲一等。団藤 重光とも表記される。
東京帝国大学法学部助教授、東京大学法学部教授、東京大学法学部学部長、慶應義塾大学法学部教授、最高裁判所判事、社団法人学士会理事長などを歴任した。

## 概要
山口県生まれ、岡山県育ちの法学者である。専門は刑事法全般に及び、戦後の日本刑事法学の第一人者である。東京帝国大学、東京大学、慶應義塾大学で教鞭を執ったのち、最高裁判所判事に就任した。また、宮内庁東宮職参与や宮内庁参与も務め、学士会の理事長も務めた。また死刑廃止論者の代表的人物でもあった。温厚な性格で弟子を厳しく指導することはなかったという。酒（ワイン）を嗜み、料理によって赤白を厳格に飲み分けた。

## 来歴
1913年（大正2年）、山口地方裁判所検事局次席検事團藤安夫（1878年 - 1935年）の長男として、山口県吉敷郡山口町で誕生した。翌1914年（大正3年）、父が弁護士に転身するにあたり、父の郷里の岡山県高梁に近い岡山市へ家族で転居した。以後、團藤は高等学校卒業まで岡山において成長する。團藤自身が出身地を岡山であると言及するのは、山口での生活は物心つく前の短期間にすぎず、幼少期を過ごしたのが岡山だからである。
1925年（大正14年）、岡山県女子師範学校附属小学校を飛び級で卒業（第5年で卒業）。1929年（昭和4年）、旧制第二岡山中学校（現：岡山県立岡山操山中学校・高等学校）第4学年を飛び級で修了。第六高等学校を経て、1935年、東京帝国大学法学部を首席で卒業。
1974年（昭和49年） - 1983年（昭和58年）、最高裁判所判事。1981年（昭和56年）、日本学士院会員。1987年（昭和62年）、勲一等旭日大綬章。1995年（平成7年）、文化勲章。2012年（平成24年）、東京都内の自宅で老衰のため死去。葬儀（ミサ）は東京都千代田区麹町の聖イグナチオ教会主聖堂で行われた。墓所は雑司ヶ谷霊園の義父勝本正晃の墓所。

## 学説

### 刑事訴訟法学
團藤の研究は刑事訴訟法から始まった。当時、民事訴訟法学においては基礎理論の研究が既にドイツでなされていたが、これに対して刑事訴訟法学の基礎理論研究は全くなされていなかった。そこで、法学部生時代に聴いた兼子一の講義の中で、兼子がジェイムズ・ゴルトシュミットの説を引用していたことに示唆を得て『法律状態としての訴訟』を読み込み、またヴィルヘルム・ザウアーの『訴訟法の基礎』を読み込み、民事訴訟法学の基礎理論を構築し、これを刑事訴訟法に応用しようとした。ザウアーが訴訟の発展過程を訴追過程、手続過程、実体形成過程の三面に分けたのに対して、團藤はそのような区分に疑問を呈し、刑事訴訟手続を手続発展過程と実体形成過程の二面として分析した。また、そのような観点から、刑事手続上の訴訟行為として実体形成行為と手続形成行為の概念を提唱した。以上の研究は助手論文として「刑事訴訟行為の無効」（法学協会雑誌55巻1号〜3号、1937年）にまとめられた。
その後も團藤は刑事訴訟の基礎理論の研究を進め、その構築を自身の学問上の最も重要なテーマの一つと位置づけるに至った。前述の助手論文など、刑事訴訟基礎理論に関する論文は『訴訟状態と訴訟行為』（弘文堂、1949年）に収められている。

### 刑法学
團藤は、師である小野清一郎と同じく後期旧派にたち、刑罰を道義的応報とした上で、犯罪論において、構成要件を違法有責類型であるとする小野理論を継承するが、小野理論が犯罪限定機能を有しなかったことから、戦時中全体主義に取り込まれた点を批判し、罪刑法定主義の見地から構成要件を形式的、定型的なものであるとしてその自由保障機能を重視する定型説を提唱した。かかる見地からは、みずから実行行為に出ていない共謀共同正犯は定型性を欠くものとして否定されるが、團藤は後掲のとおり後に改説することになる。
違法性の実質については、小野と同じく規範違反説をとりつつも、その内容を小野が国家的法秩序違反としていた点を批判し、法は道徳の最低限を画すものであるとの考えから、国家の制定法とは独立した社会倫理秩序違反をさすとして行為無価値論の立場をとり、後に結果無価値論に立つことを明確にした平野龍一と対立した。
責任論において、小野がとる道義的責任論とその師である牧野英一がとる新派刑法理論に基づく性格責任論との争いを止揚することを企図して、道義的責任論を基礎としつつも、二次的に背後の行為者の人格形成責任を問う人格的責任論を提唱した。
以上のように、團藤は、新派と旧派に分かれて大きく対立していた戦前の刑法理論を発展的に解消した上で継承し、戦後間もない刑法学の基礎を形成した。
刑事訴訟法においては、小野と同じくドイツ法に由来する職権主義構造を本質とする立場をとるが、現実の審判の対象は訴因だが、潜在的な審判の対象に公訴事実が含まれるとの折衷説をとる。この点を当事者主義構造を本質とする平野から徹底的に批判された。

### 法思想
團藤の法思想は、著書『法学入門』（筑摩書房、1974年）で体系的に明らかにされ、最高裁判事としての経験を踏まえ『法学の基礎』（有斐閣、1996年、2007年第2版）でさらに展開されている。『法学入門』はその難解さから「法学出門」であると批評された。
團藤の思想の根本にあるのは「主体的」な人間の存在である。人間は権利義務ないし法律関係の主体として、その立場から法を捉える点で主体性を有すると同時に、客観的な法を動かす原動力でありかつ担い手であるという点でも法において主体的であるとする。團藤によれば、罪刑法定主義の根拠や刑法が自己の責任に帰することができる場合にのみ刑罰を科する責任刑法であることも、根源的には人間を主体的に見ていくで根拠付けられるものとされる。

## 社会的活動

### 現行刑事訴訟法の立法への関与
戦後の新憲法制定に伴う法制改革の際に、各種の立法に関与した。刑事訴訟法（1948年（昭和23年）制定）の立案担当者の一人である（その他の担当者として、中野次雄、植松正、岸盛一、西村宏一、佐藤藤佐など）。アメリカ刑事法に倣って逮捕要件を緩和しようと考えたがうまくいかず、代わりに準現行犯・緊急逮捕の規定を考案した。

### 最高裁判所判事
東大退官後、1974年（昭和49年）から1983年（昭和58年）まで最高裁判所判事に就任した。
強制採尿令状は彼の考えによるものと言われる。
大阪空港訴訟では、毎日21時から翌日7時までの空港の利用差止めを認めるべきか否かという問題について、訴えを却下した多数意見に対して、差止めを認めるべきとの反対意見を述べた。団藤はこの訴訟の経緯をノートに記録し、没後の2023年4月に公表された内容には、第一小法廷で審理されていた段階では差し止めを認めた2審判決（大阪高等裁判所）を追認する方向だったが、被告の国が大法廷での審理を求める上申書が出された際、元最高裁判所長官の村上朝一から大法廷で審理するよう電話があったと第一小法廷の裁判長から聞き、「この種の介入は怪（け）しからぬことだ」と記していた。この団藤のノートについては、同月放映されたETV特集でも取り上げられた。
自白の証拠採否について「共犯者の自白も本人の自白と解すべきである」という補足意見を書いて、捜査における自白偏向主義に一石を投じた（もっとも、共犯者の自白が相互に補強証拠になりうるとしているため、当該事案の結論に影響はない。最判昭51.10.28参照）。
学者時代は共謀共同正犯を否定する代表的な論者であったが、最高裁判事としては、実行行為に出ていないものの、犯罪事実について行為支配を持った者を正犯として評価することを是認する肯定説の立場にたった。この点について、團藤は実務家としては判例の体系を踏まえなければならず、学者としての良心と実務家としての良心は必ずしも一致しないという見解を示している。そして團藤は、肯定説に立ちながら行為支配の理論等による修正を提唱している。

### 死刑廃止論
團藤は死刑廃止論者として知られているが、従来は死刑に賛成の立場であった。しかし、ある事件（この事件を名張毒ぶどう酒事件とする見解もあるが、同事件は就任前の1972年（昭和47年）の最高裁判決であるため誤りである。実際は1976年（昭和51年）の波崎事件の最高裁判決である）で陪席として死刑判決を出した際に、傍聴席から「人殺し」とヤジが飛んだ。この事件では、團藤は冤罪ではないかと一抹の不安を持っていたうえに、被告人も否認していた事件であった。これを契機として、被告人が有罪であるとの絶対的な自信がなかったこと、そして冤罪の可能性がある被告人に対して死刑判決を出したことへの後悔と実際に傍聴人から非難されたことなどから、死刑に対する疑念が出てきたとのことである。
最高裁判事退官後は、宮内庁東宮職参与、宮内庁参与を歴任しながら死刑廃止運動や少年法改定反対運動関連の活動など、刑事被告人の権利確立のための活動に重点を置いた。「人間の終期は天が決めることで人が決めてはならない」と発言している。
その他
検事総長だった伊藤栄樹が死去した際、「指揮権発動は二度とあってはならないこと」だと云う検察庁法14条を否定する発言をした（昭和63年5月26日付産経新聞）。

## 略歴
- 1934年 - 高等文官試験行政科試験及び司法科試験合格。
- 1935年 - 東京帝国大学法学部卒業、同助手。
- 1937年 - 同助教授。
- 1947年 - 同教授。
- 1962年 - 「訴訟の発展と判断の標準」で東京大学より法学博士の学位を取得[22]。
- 1963年 - 1965年 東京大学法学部長。
- 1963年 - 1975年 日本刑法学会理事長。
- 1974年 - 東京大学定年退官（名誉教授）、慶應義塾大学教授（4月 - 10月）。
- 1974年 - 1983年 最高裁判所判事。
- 1981年 - 日本学士院会員。
- 1981年 - 1989年 東宮職参与。
- 1987年 - アメリカ芸術・科学アカデミー外国名誉会員。
- 1989年 - 2000年 宮内庁参与。
- 1993年 - 2009年 社団法人学士会理事長。
- 2008年 - 死刑廃止論者で法哲学者のイエズス会ホセ・ヨンパルト司祭によりカトリックでの洗礼を受ける。洗礼名はトマス・アクィナス。
- 2012年 - 老衰のため死去。98歳没[23]。葬儀（ミサ）は聖イグナチオ教会で行われた。葬儀委員長は松尾浩也東大名誉教授。

## 賞歴
- 1968年 - 日本エッセイスト・クラブ賞。

## 栄典
- 1986年 - 文化功労者。
- 1987年 - 勲一等旭日大綬章[24]。
- 1991年 - 文化勲章。
- 1991年 - オーストリア科学芸術一等名誉十字章。
- 2012年 - 正三位（正六位より進階）[25]。

## 主著
- 『刑事訴訟法綱要』（弘文堂、1943年）
- 『刑法の近代的展開』（弘文堂、1948年）
- 『新刑事訴訟法綱要』（弘文堂、初版1948年、創文社（7訂版）、1967年）
- 『訴訟状態と訴訟行為』（弘文堂、1949年）
- 『刑法と刑事訴訟法との交錯』（弘文堂、1950年）
- 『条解刑事訴訟法（上）』（弘文堂、1950年）。下巻は未刊行。
- 『刑法綱要総論』（創文社、初版1957年、3版1990年）
- 『刑法綱要各論』（創文社、初版1964年、3版1990年）
- 『刑法紀行』（創文社、1967年）。第16回日本エッセイスト・クラブ賞受賞。
- 『法学入門』（筑摩書房、1973年、増補1988年）
- 『実践の法理と法理の実践』（創文社、1986年）
- 『この一筋につながる』（岩波書店、1986年、新装版2006年）
- 『わが心の旅路』（有斐閣、1986年）
- 『死刑廃止論』（有斐閣、初版1991年、第6版2000年）
- 『法学の基礎』（有斐閣、1996年、第2版2007年）
- 『The Criminal Law of Japan: The General Part』（Fred B Rothman & Co、1997年）。「刑法綱要総論」の英訳版。
- 『反骨のコツ』（朝日新聞社〈朝日新書〉、2007年）。伊東乾との共著（対談）で、学士会ブログ「團藤ブログ」を書籍化。

## 門下生
- 福田平
- 大塚仁
- 内藤謙
- 香川達夫
- 藤木英雄
- 松尾浩也
- 田宮裕
- 板倉宏
- 平川宗信
- 井上正仁
- 川端博
- 小暮得雄
- 渥美東洋
- 岩井宜子
- 所一彦